# Scido
Scido ist eine süditalienische Gemeinde (comune) mit 790 Einwohnern (Stand 31. Dezember 2023) in der Metropolitanstadt Reggio Calabria in Kalabrien. Die Gemeinde liegt etwa 29 Kilometer nordöstlich von Reggio Calabria am Nationalpark Aspromonte.

## Verkehr
Durch die Gemeinde führt die frühere Strada Statale 112 d'Aspromonte von Bagnara Calabra nach Bovalino.